# Arado

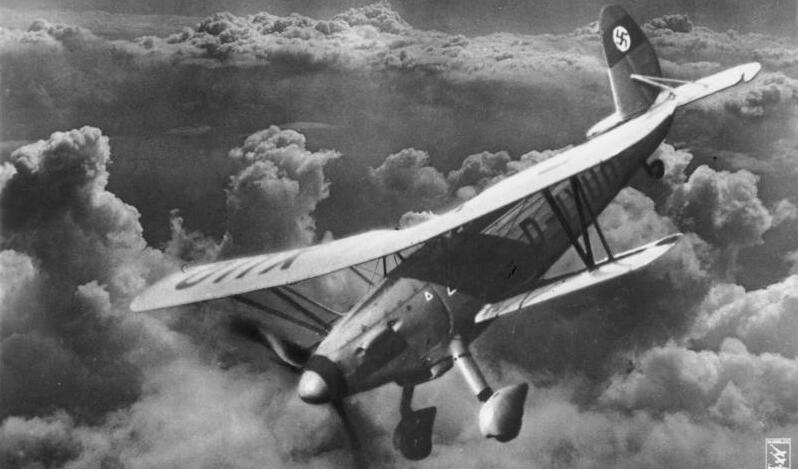
Arado Ar 68

Arado Flugzeugwerke GmbH was een Duitse vliegtuigfabrikant, gevestigd in Warnemünde.
Het bedrijf was een voortzetting van de firma Friedrichshafen, die na de Eerste Wereldoorlog op last van de geallieerden was gesloten. In 1921 kocht Heinrich Lübbe de gebouwen. Vanaf 1924 werden er weer vliegtuigen geproduceerd. In 1925 werd de naam van het bedrijf gewijzigd in Arado Handelsgesellschaft. In Joegoslavië werd de dochteronderneming Ikarus opgezet. Hoofd-vliegtuigontwerper van Arado was Walter Rethel, ooit medewerker van Fokker. Na de machtsovername door de nazi’s werd Arado een van de eerste leveranciers van vliegtuigen aan de nieuwe Luftwaffe. De naam werd veranderd in Arado Flugzeugwerke GmbH. Kort daarvoor was Rethel onder druk van de Reichswehr opgevolgd door Walter Blume.
Het bedrijf leverde de eerste gevechtsvliegtuigen, de Ar 65 en de Ar 68. In 1936 besloot het ministerie van luchtvaart (Reichsluftfahrtministerium, RLM) dat de eigenaar Heinrich Lübbe lid moest worden van de nazipartij. Toen hij dit weigerde, werd het bedrijf door de staat genationaliseerd. In het begin van de Tweede Wereldoorlog werd de Ar 96 gebruikt als trainingsvliegtuig. Bovendien werden alle grote schepen uitgerust met één of meerdere Ar 196 verkenningsvliegtuigen. De meeste ontwerpen van Arado werden echter afgewezen ten gunste van de concurrenten. Het meest opvallende vliegtuig van Arado is de Ar 234. Dit vliegtuig was de eerste bommenwerper met straalmotoren. In 1945 werd het bedrijf gesloten.

## Vliegtuigen van Arado
- Arado Ar 64, gevechtsvliegtuig (dubbeldekker)
- Arado Ar 65, gevechtsvliegtuig/trainer (dubbeldekker)
- Arado Ar 66, trainer + nacht gevechtsvliegtuig
- Arado Ar 67, gevechtsvliegtuig (dubbeldekker) (prototype)
- Arado Ar 68, gevechtsvliegtuig (dubbeldekker)
- Arado Ar 69, trainer (dubbeldekker) (prototype), 1933
- Arado Ar 76, gevechtsvliegtuig (dubbeldekker) + trainer
- Arado Ar 80, gevechtsvliegtuig (prototype)
- Arado Ar 81, dubbeldekker (prototype)(1936)
- Arado Ar 95, watervliegtuig (dubbeldekker)
- Arado Ar 96, trainer
- Arado Ar 196, verkenningsvliegtuig (watervliegtuig)
- Arado Ar 197, marine gevechtsvliegtuig (dubbeldekker)
- Arado Ar 198, verkennings vliegtuig
- Arado Ar 199, watervliegtuig trainer
- Arado Ar 231, verkenningsvliegtuig voor onderzeeërs
- Arado Ar 232, transportvliegtuig
- Arado Ar 233, watervliegtuig(concept), 1940
- Arado Ar 234 Blitz ('Bliksem'), bommenwerper (straalmotor)
- Arado Ar 240, gevechtsvliegtuig
- Arado Ar 396, trainer
- Arado Ar 440, gevechtsvliegtuig
- Arado Ar 532, transportvliegtuig (geannuleerd)

## Projecten tot 1945
| - Ar E.340 - Ar E.381 - Ar E.470 - Ar E.500 - Ar E.530 - Ar E.555 - Ar E.556 - Ar E.560 - Ar E.561 - Ar E.580 - Ar E.581 - Ar E.583 - Ar E.654 | - Ar TEW.16/43 - Arado Projekt I - Arado Projekt II |